# Ľubomír Michalík
Ľubomír Michalík (* 13. srpna 1983, Čadca) je slovenský fotbalový obránce a reprezentant, od července 2017 hráč slovenského klubu ŠKF Sereď. Hraje na postu stopera (středního obránce).
Nemalou část kariéry strávil v Anglii, hrál i v Kazachstánu.

## Klubová kariéra
Michalík hrál na Slovensku fotbal za FC Senec. V lednu 2007 odešel na Britské ostrovy, kde hrál postupně za anglické týmy Bolton Wanderers, Leeds United, Carlisle United a Portsmouth FC.
V roce 2013 přestoupil do kazašského klubu FK Kajrat Almaty, který vedl trenér a krajan Vladimír Weiss. S Kajratem se představil v Evropské lize UEFA 2014/15, kde vypadl již ve druhém předkole s dánským celkem Esbjerg fB. V sezoně 2014 s týmem obsadil konečné 3. místo v Premjer Ligasy, navíc vyhrál kazašský fotbalový pohár. Krátce po zisku kazašského poháru se s Kajratem dohodl na ukončení smlouvy.
V lednu 2015 se dohodl s DAC 1904 Dunajská Streda na smlouvě na dva a půl roku, která byla naplněna.

V červenci 2017 se dohodl na angažmá ve slovenském druholigovém klubu ŠKF Sereď.

## Reprezentační kariéra
V A-mužstvu Slovenska debutoval pod trenérem Jánem Kocianem 10. prosince 2006 v přátelském utkání proti domácí reprezentaci Spojených arabských emirátů. Nastoupil ve druhém poločase, zápas skončil vítězstvím Slovenska 2:1. V tomto střetnutí zároveň vstřelil svůj první gól ve slovenském národním týmu.
Celkem odehrál v letech 2006–2015 za slovenský národní tým 8 zápasů a vsítil 2 góly.

### Reprezentační zápasy a góly
Zápasy Ľubomíra Michalíka za A-mužstvo Slovenska
| Rok    | Zápasy | Góly |
| ------ | ------ | ---- |
| 2006   | 1      | 1    |
| 2007   | 3      | 1    |
| 2011   | 2      | 0    |
| 2012   | 1      | 0    |
| 2015   | 1      | 0    |
| Celkem | 8      | 2    |

Góly Ľubomíra Michalíka za A-mužstvo Slovenska
| Gól | Datum        | Stadion                                  | Soupeř     | Skóre (min.) | Výsledek | Soutěž                   |
| --- | ------------ | ---------------------------------------- | ---------- | ------------ | -------- | ------------------------ |
| 010 | 10. 12. 2006 | Zayed Sports City Stadium, Abú Zabí, SAE | SAE        | 0?:2 0(53.)  | 1:2      | přátelský zápas          |
| 02  | 21. 11. 2007 | Stadio Olimpico, Serravalle, San Marino  | San Marino | 00:1 0(42.)  | 0:5      | kvalifikace na EURO 2008 |